# سازمان انقلاب اسلامی در شبه جزیره عربستان
سازمان انقلاب اسلامی در شبه جزیره عربستان (عربی: منظمة الثورة الإسلامیة فی شبه الجزیرة العربیة) OIR , IRAP یا OIRAP یک سازمان سیاسی مخفی به رهبری حسن الصفار بود که در عربستان سعودی فعال بود و از انقلاب اسلامی شیعی در شبه جزیره عربستان دفاع می‌کرد. این گروه ریشه در جنبش اصلاح شیعه در عربستان سعودی داشت، اگر چه در سال ۱۹۷۹ در نتیجۀ انقلاب ایران و قیام قطیف رادیکال شد.با این حال، پس از ناتوانی در تحقق هدف خود برای انقلاب اسلامی شیعی در شبه جزیره عربستان، این گروه در اواخر دهه ۱۹۸۰ دوره اعتدال را پشت سر گذاشت که منجر به تنش زدایی با دولت سعودی شد. در نشانه‌ای از اعتدال رو به رشد خود، OIR در سال ۱۹۹۱ خود را به جنبش اصلاح‌طلب در شبه جزیره عربستان تبدیل کرد. پس از آن جنبش اصلاحات در سال ۱۹۹۳ منحل شد.

## ارتباط با جمهوری اسلامی ایران
گفته می‌شود که جمهوری اسلامی ایران  این گروه را حمایت می‌کرد.
این گروه همچنین مورد حمایت شورای عالی انقلاب ایران بود که در ابتدا توسط آیت الله خمینی در سپتامبر ۱۹۸۱ به منظور کمک به اتحاد گروه‌های مختلف عراقی پناه گرفته در ایران تشکیل شده بود، اما تا سال ۱۹۸۶ به مرکز پشتیبانی و هماهنگی برای گروه‌های مختلف اسلام‌گرا در سراسر منطقه تبدیل شد. تشکیلاتی، از جمله OIR، جبهه اسلامی برای آزادی بحرین، حزب الدعوه اسلامی، امل، مجاهدین اسلامی عراق، «تکفیر و هجرت» و جهاد اسلامی در مصر، حزب اسلامی پان مالزی، جبهه آزادیبخش اسلامی مورو و سایرین.
همچنین گفته می‌شود که OIR با جهاد اسلامی در عربستان سعودی و حزب‌الله ارتباط دارد.